# Meng Zhizhong
Meng Zhizhong (xinès simplificat: 孟执中) (Zhuji 1934 - Xangai 2019) -Algunes fonts indiquen com a lloc de naixement la ciutat de Hangzhou- Fou un expert pioner a la Xina en el disseny de satèl·lits meteorològics, dissenyador en cap del satèl·lit Fengyun-3,i acadèmic de l'Acadèmia Xinesa d'Enginyeria.

## Biografia
Meng Zhizhong va néixer el 16 de desembre de 1934 a Zhuji, província de Zheijiang (Xina). De setembre de 1952 a setembre de 1953, va estudiar al Departament d'Enginyeria Elèctrica de la Universitat de Wuhan, especialitzant-se en telecomunicacions.
Es va graduar al South China College of Technology el 1956, on es va especialitzar en telecomunicacions. En el període de 1960 a 1968, va treballar com a investigador assistent a l'Institut d'automatització de l'Acadèmia de Ciències de la Xina. Va continuar la seva formació a l'Institut d'Automatització i Cinemàtica de l'antiga Acadèmia de Ciències de la Unió Soviètica.
Va morir a Xangai el 14 de desembre de 2019.

### Contribucions tècniques
A la dècada de 1960, va realitzar l'enfocament del projecte i el treball de disseny del sistema informàtic per al centre i xarxa de telemetria i telecontrol terrestre del satèl·lit "Dong fang hong-1".
A la dècada de 1980, va estar a càrrec del desenvolupament dels satèl·lits de meteorologia en òrbita polar "Fengyun-1"A i B, que es van llançar amb èxit. Per primer cop a la Xina va desenvolupar amb èxit el sistema de control d'altitud estabilitzat en 3 eixos totalment digital i la matriu solar plegada. El satèl·lit es va llançar amb èxit l'any 1988.
Va desenvolupar amb èxit, l'ordinador portat per satèl·lit amb la capacitat d'auto-diagnòstic de problemes i amb capacitat de reorganització del sistema.
L'agost de 2000, el Fengyun-1C, el primer satèl·lit de la Xina, va ser seleccionat com a part de la sèrie de satèl·lits de meteorologia mundial per l'Organització Meteorològica Mundial.

### Càrrecs ocupats
De 1968 a 1969, va ser director del Departament de Sistemes Informàtics de la Base de Telemetria i Telecontrol per Satèl·lit.
A Xangai va desenvolupar part de la seva carrera professional: de 1978 a 1982, com a director adjunt de la fàbrica de maquinària Huayin, de 1982 a 1993, com a director de l'Institut d'Enginyeria de Satèl·lits i el 1994, com a director adjunt de Ciència i Tecnologia de l'Institut de Tecnologia Aeroespacial.
De 1982 a 1993, va ser elegit director de l'Institut No.509 subordinat al Ministeri d'Indústria Astronàutica.
El 1993, va ser assignat com a director adjunt del Comitè de Ciència i Tecnologia de SAST (Acadèmia de Tecnologia de Vol Espacials de Xangai).
Va ser responsable del desenvolupament del satèl·lit d'experimentació tècnica "Changkong-1", que va estat llançat amb èxit 3 vegades.

### Premis i distincions
- 1977: l'Acadèmia Russa de Navegació li va concedir el títol d'"Acadèmic estranger".
- 1977: Premi d'èxit científic i tecnològic de Xangai
- El satèl·lit Fengyun-2C va rebre el "Primer Premi de l'Estat".
- 1992: Premi Progrés Científic i Tecnològic del Ministeri d'Aeronàutica i Astronàutica pel disseny magnètic del satèl·lit FY-1
- 2002: Premi Ho Leung Ho Lee per al progrés científic i tecnològic.[2]
- 2003: Va ser elegit acadèmic de l'Acadèmia Xinesa d'Enginyeria i el 2009 va ser elegit com a president honorari de la Societat Astronàutica de Xangai